# اندیس سیلیس رنجقان
سیلیس رنجقان* یک اندیس غیرفلزی است که در حوالی شهر مهدی آباد استان یزد قرار دارد و مادهٔ معدنی موجود در آن، سیلیس است. و دیرینگی آن به دوران کامبرین می‌رسد. 